# 거대 기체 행성
거대 기체 행성(gas giant)은 주로 수소나 헬륨으로 이루어진 거대 행성으로, 구성 물질이 항성과 비슷해 간혹 항성이 되는 데 실패한 천체로 불리기도 한다. 태양계의 거대 기체 행성으로는 목성과 토성이 있다. 처음에는 "거대 기체 행성"과 "거대 행성"을 같은 뜻으로 사용하였지만, 1990년대 천왕성과 해왕성이 더 무거운 승화물("얼음")로 이루어져 있다는 것이 밝혀진 후, 후자를 거대 얼음 행성으로 분류하며 정의가 축소되었다.
목성과 토성의 주요 구성 성분은 수소와 헬륨으로, 다른 중원소는 질량의 3 ~ 13% 가량을 차지한다. 구조는 바깥쪽에 분자 수소가 있고 그 밑에 액체 금속성 수소층이 있는 구조로, 핵은 용융 상태의 암석질로 추정된다. 바깥쪽의 분자 수소층에는 물과 암모니아로 이루어진 구름층 여러 겹이 있다. 금속성 수소층은 행성의 대부분을 차지하며, 압력이 높아 수소가 전도체로서 기능하여 금속질로 칭한다. 핵의 온도는 약 20,000 K 정도로 높고, 압력 또한 초고압으로, 아직 정확히 밝혀지지는 못하였다.
갈색왜성의 질량은 목성의 약 13배까지 내려오기도 하는 만큼, 둘 사이의 경계는 논란이 많다. 일부에서는 형성 과정을 기준으로 하지만, 또 한편에서는 내부 구조를 기준으로 한다.

## 용어
"거대 기체 행성"이라는 용어는 1952년 SF 작가 제임스 블리시가 처음 만들었으며, 목성형 행성 전체를 칭하는 말로 사용하였다. 용어에 대한 대표적인 반론은 거대 행성의 내부는 압력이 높아 물질 다수는 기체 형태로 존재하는 것이 아니라는 것으로, 맨 위의 대기층과 고체 핵을 제외한 모든 물질은 임계점을 지나 액체와 기체의 구별 자체를 할 수 없다. 논란에도 불구하고 이 용어는 계속 사용되었는데, 주된 이유로는 어차피 행성과학에서 "암석", "기체", "얼음"이라는 용어는 물질의 실제 상에 관련이 없이 사용되는 경우가 흔했기 때문이다. 외태양계에서 수소와 헬륨은 흔히 "기체"로, 물, 메테인, 암모니아는 "얼음"으로, 규소와 금속은 "암석"으로 칭하는 만큼, 천왕성과 해왕성은 "기체"가 아닌 "얼음"으로 이루어져 있어 현재는 거대 얼음 행성으로 불리는 빈도가 높다.

## 분류
거대 기체 행성은 이론적으로 대기층의 물리적 모습에 따라 암모니아 구름(I), 물 구름(II), 구름이 없는 형태(III), 알칼리 금속 구름(IV), 규소 구름(V)의 다섯 분류로 나눌 수 있다. 목성과 토성은 모두 I형이며, 뜨거운 목성은 IV형 또는 V형이다.

## 외계 행성

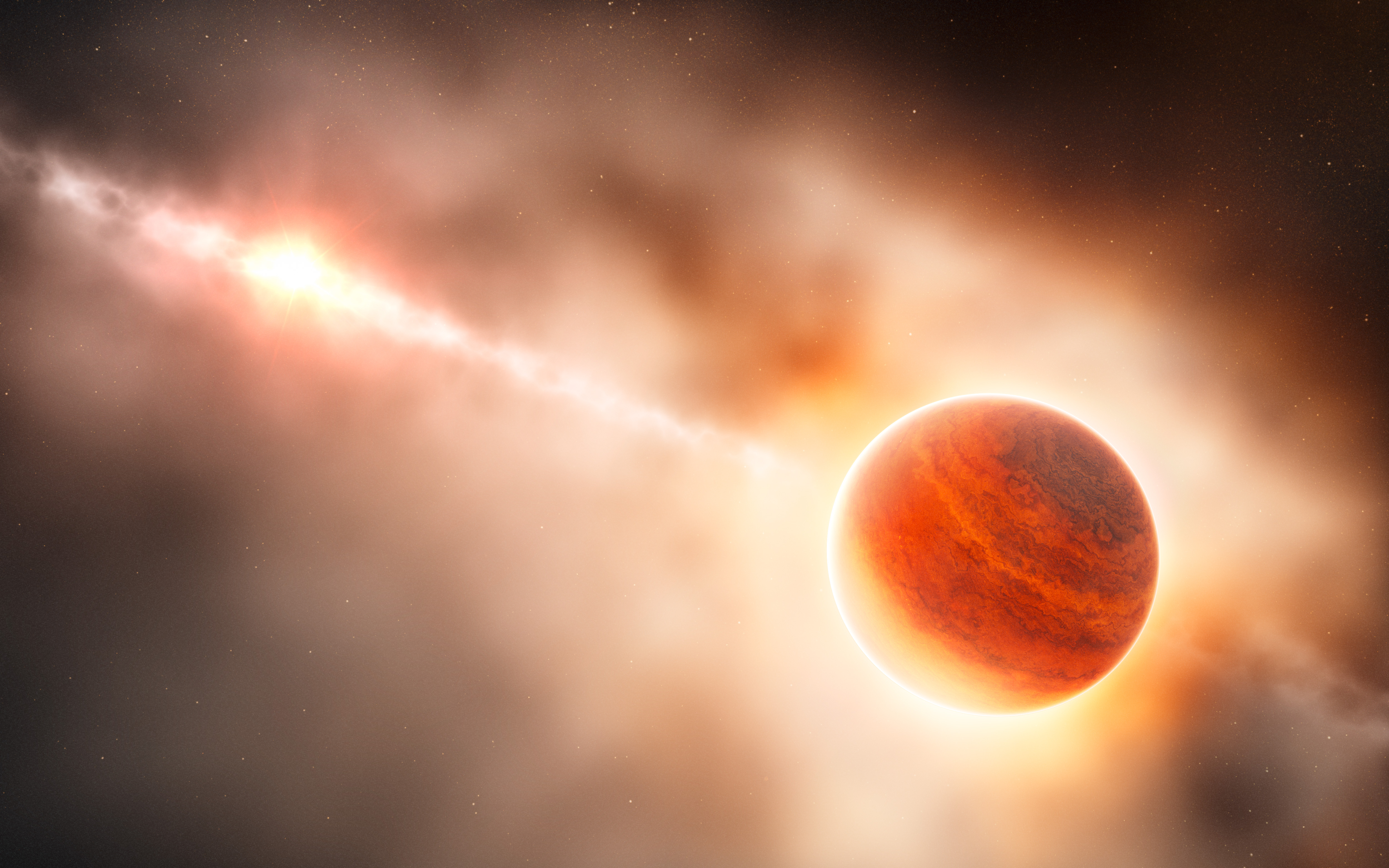
HD 100546 주변에서 거대 기체 행성이 형성되는 상상도.

### 차가운 거대 기체 행성
차가운 기체 행성은 주로 수소로 이루어졌으며, 목성보다는 크지만 질량은 500 M🜨 (1.6 MJ) 미만으로, 목성보다 약간 더 크다. 질량이 500 M🜨 이상이면 중력으로 인해 행성이 줄어든다.
이러한 기체 행성은 켈빈-헬름홀츠 기작을 통해 항성에서 받는 에너지보다 많은 에너지를 방출할 수 있다.

### 난쟁이 가스행성
보통 "거대"와 "기체"를 붙여 부르지만, 수소 행성은 태양계의 기체 행성보다 작을 수도 있다. 하지만 작은 기체 행성이 중심별에 너무 가까우면 큰 행성보다 더 빠르게 대기를 잃을 수 있다.
기체 행성으로 추정되는 가장 작은 외계 행성은 케플러-138d로, 질량은 지구 정도이지만 지구보다 60% 커 밀도상 기체 행성으로 보인다.
질량이 적은 기체 행성이라도 온도에 따라 일반적인 기체 행성 정도로 크기가 커질 수 있다.

## 같이 보기
- 중력적으로 둥근 태양계 천체 목록
- 뜨거운 목성
- 거대 얼음 행성